# Gerhard Pfeiffer
Gerhard Pfeiffer (14 de junho de 1923 – 27 de junho de 2000) foi um jogador de xadrez da Alemanha, com diversas participações nas Olimpíadas de xadrez. Pfeiffer participou das edições de 1950, 1952 e 1954 no terceiro tabuleiro tendo conquistado a bronze em 1950 e a de bronze por equipes em 1950. Nas edições de 1956, 1958 e 1960 disputou no quarto tabuleiro, primeiro tabuleiro reserva e segundo tabuleiro reserva sendo a melhor colocação um quinto lugar.